# كولتبه
38°51′00″N 35°38′00″E / 38.85°N 35.633333333333°E

الأناضول الوسطى خلال فترة الكاروم

كولتبه (التركية. «تل الرماد»)، أو كانيش (الاسم الأشوري) موقع أثري مهم في تركيا. تقع في سهل قيصري، الذي يهيمن عليه بركان إرجييس داجي من الجنوب. مكان الحفريات نحو 20 كم شمال شرق مدينة قيصري عند قرية كاراهيوك Karahöyük وحوالي 20 كم جنوب نهر كيزيليرماك.
تمتد الحفريات في منطقتين، المدينتين العليا والدنيا. تقع بقايا البلدة العليا والقلعة فيها على تل دائري تقريبًا يبلغ ارتفاعه 20 مترًا وقطره حوالي 520 مترًا، وتقع المدينة السفلى في السهل. بالنسبة للمدينة العليا، يمكن للكشوفات الأثرية أثبات الاستيكان فيها من العصر البرونزي المبكر إلى العهد القيصري الرومي (27 ق.م حتى 284 م)، ولكن مع أنقطاعت استيطان طويلة. تم بناء المدينة السفلى خلال العصر البرونزي الأوسط، وفي العصور القديمة تم حفر مقابر هناك.

## الاسم
كولتبه هي واحدة من المواقع الأثرية القليلة في الأناضول التي يعرف اسمها في العصر البرونزي بشكل مؤكد. فوفقًا لنصوص الكتابات المسمارية التي وجدت في الموقع، كان المكان يسمى في العصر البرونزي الوسيط كانيش (Kaneš; kà-ni-išKI) وباللغة الحثية نيشا (URUNe-e-ša)؛ واستخدام الحثيين كلا الاسمين بشكل مترادف. إن الافتراض بأن نيشا اسم المدينة العليا، وكانيش هي كاروم، وهو جزء من المدينة السفلى، افتراض ضعيف على الأرجح (كاروم في شبكة التجارة الآشورية القديمة في الأناضول، هو الاسم العام لـ «السوق، المركز التجاري، نُزل التجار»). كان اسم المستوطنة القديمة انيسا (ΑΝΙΣΑ)، كما يتضح من نقش من كولتبه. يظهر الاسم مرة أخرى في وثيقة قانونية عثمانية من القرن السابع عشر الميلادي، والتي تسمي الموقع قريه ي-كينيش kariye i-Kıŋıš. اصول الاسم واشتقاقه اللغوي غير معروف.
سمى الحيثيون بحسب لغتهم هذه المدينة ناشيلي našili أو نشومنيلي nešumnili، مما يدل على أن المنطقة المحيطة بالمدينة تنتمي إلى مناطق الحثيين. ويوجد اسم المدينة أيضًا في الكلمة الآشورية الجديدة الانكنيش allānkaniš ، ما يعني على الأرجح البندق، الذي جاء في وقت مبكر من العصر البرونزي كطعم شهير من ساحل البحر الأسود عبر كانيش إلى بلاد ما بين النهرين، حيث لا ينموا البندق.

## تنقيب
منذ عام 1880 ظهرت ألواح مسمارية في السوق السوداء، والتي تمت تسميتها حسب مصدرها باسم ألواح كبادوكية. وكانت تشكل أكثر من 3000 نص، معظمها قد نُشر منذ ذلك الحين. في عام 1925، تم تحديد كانيش كمكانها الأصلي.
نفّذ شانتر Ernest Chantre الحفريات الأولى في عامي 1893م و 1894م. وبحثًا عن العاصمة الحثية حتوشاس نفذ هوغو وينكلر عام 1906م عملية تنقيب في كولتبه. تم اكتشاف البلدة السفلى في عام 1925 على يد هروزني Bedřich Hrozný . منذ عام 1948م، يجري البحث في الموقع بشكل منهجي من قبل الجمعية التاريخية التركية (Türk Tarih Kurumu) بإدارة اوزعتش Tahsin Özgüç . ومنذ عام 2006 يقود كولاكوغلو Fikri Kulakoğlu الحفريات.

### وثائق مكتوبة
خلال الحفريات، كُشفت ألواح طينية بالكتابة المسمارية الآشورية القديمة، ما يسمى بالألواح الكابادوكية، كُتبت جميعها باللغة الآشورية القديمة. منذ استئناف الحفريات في عام 1948م، وجد علماء الآثار الأتراك الآلاف من الألواح الآشورية القديمة الأخرى. في غضون ذلك، تم التقيب عن أكثر من 23000 لوح (حتى عام2011 م) من نحو 70 أرشيفًا على الأقل. كشف معظمهم في الحيز المرقوم بـ kārum II ، وأكثر من 500 من الحيز المرقوم بـ kārum Ib ، وحوالي 50 من البلدة العليا. كُشف عن ألواح آشورية قديمة أخرى أيضًا في بوغاز كوي (بالآشورية القديمة. خاتوشا Ḫattuš) واليشار هيوك، Alışar Höyük (بالآشورية القديمة.امكوفا Amkuwa) واكيمهيوك Acemhöyük . الألواح في معظمها وثائق أعمال مثل العقود وسندات رهن عقاري وقوائم جرد ومصروفات سفر ومستندات قانونية أو رسائل. وتشمل هذه العقود كذلك عقود زواج وميراث، وطلاق، وتعاويذ وقصص، ونادرًا ما تتطرق للأحداث السياسية المعاصرة حينها. واحيانًا صار بسبهها ممكن معرفة اسم صاحب المنزل المًكتشف وعائلته. تغطي ألواح الطين مدة 250 عامًا تقريبًا. وجرى منذ عام 1948م استخدام ترميز الألواح المسمارية الموجودة في كولتبة بالاختصار "kt" أو "k" (لكاروم). يشار إلى مكتشفات السنوات من 1948 إلى 1972 بالأحرف a-z ، وبعدذلك جرى استخدام آخر رقمين من السنة.
يعمل حاليا (2013) عدد كبير من العلماء على تمحيص العدد الهائل من أكثر من 23000 لوح، ولكن معظم النصوص لا تزال غير منشورة وبالتالي لا يمكن الوصول إليها إلا لعدد قليل من الباحثين. تنشر النصوص الجديدة باستمرار نتائج جديدة، مما يعني أنه في بعض الأحيان يجب مراجعة نتائج البحوث بسرعة نسبيًا. فهكذا حتى وقت قريب كان خورميلي Ḫurmeli وخارباتيوا Ḫarpatiwa يعتبران ملوك كانيش. أما اليوم فيقال أن خارباتيوا كان فقط ربي سيميلتيم («عليّ السلم») في كانيش، وبالتالي يحتل المركز الأقوى بعد الملك. وأما خورميلي فجرى مناقشة وضعه كملك لماما Mama ثم كملك لخارسامانا Ḫarsamna واخيرًا عاد ليوضع كملك أعظم لكانيش.
منذ عام 2015، أصبح أرشيف التجار الآشوريين القدامى في كولتبه ضمن قائمة اليونسكو للتراث العالمي.

## كرونولوجيا
من الناحية الأثرية، يمكن تقسيم اللقى الموجودة على التل إلى 18 طبقة أثرية، والتي صار إلى ترقيمها من 1 إلى 18، إذ يشير الرقم 1 إلى الأعلى، وبالتالي طبقة أثرية أحدث. يمكن تقسيم المباني في البلدة السفلى إلى خمس طبقات أثرية، يتم تخصيصها بالأرقام الرومانية، حيث تتزامن الطبقة الأثرية Ia مع طبقة الأثرية 6 في البلدة العليا.
يمكن تحديد طبقات العصر البرونزي الأوسط بشكل أكثر دقة من خلال قوائم مسماة السنين الآشورية، وبذلك تتبع الكرونولوجيا الوسطى، التي يقع فيها غزو بابل على يد الحثيين الملك العظيم مورشيلي الأول Muršili في عام 1595 قبل الميلاد. على الرغم من أن الكرونولوجيا المطلقة لا تزال تثير جدلًا، إلا أنه هناك إجماع في أبحاث الآشورية القديمة على أن البيانات يتم تقديمها باستمرار في الكرونولوجيا الوسطى. وتجدر الإشارة في البيانات المقدمة بالسنة بالضبط، أن هذه النتائج يمكن أن تتغير في كولتبه بأي وقت من خلال لقى جديدة أو نتائج بحثية جديدة. يمكن أيضًا تحديد البيانات الرئيسية المهمة بواسطة علم تحديد أعمار الأشجار، الذي يشوب بياناته أيضًا درجة معينة من عدم اليقين.
| تل           | سوية | عصر                                     | الاسم والمعنى                               |
| ------------ | ---- | --------------------------------------- | ------------------------------------------- |
| 18           | -    | العصر البرونزي المبكر الأول             |                                             |
| 17-14        | -    | العصر البرونزي المبكر الثاني            |                                             |
| 13-11        | -    | العصر البرونزي المبكر الثالث            |                                             |
| 10           | IV   | العصر البرونزي الوسيط                   | بداية تطور المدينة                          |
| 9            | III  | العصر البرونزي الوسيط                   |                                             |
| 8            | II   | فترة كاروم 1927/1974 - 1836 قبل الميلاد | كانيش مركز في الأناضول للتجارة الآشورية     |
| 7            | Ib   | فترة كاروم 1800/1832 - 1719 قبل الميلاد | كانيش المركز التجاري الآشوري                |
| 6            | Ia   | فترة حيثية                              | نيشا المكان لم يعد لديه وظيفة مركزية        |
| فجوة استيطان |      |                                         |                                             |
| 5-4          | -    | عصر الحديد القرن 9/ 8 قبل الميلاد       | موقع مركزي مهم في تابال البلد الوفي المتأخر |
| فجوة استيطان |      |                                         |                                             |
| 3            | قبور | الوقت الهلنستي                          | انيسا بوليس عثر على عملة من 323 ق م وما بعد |
| 2-1          | قبور | العصر الروماني                          | مستوطنة ضئيلة.عملة ما يصل إلى 180 م         |

بالإضافة إلى ذلك، تم العثور على بعض قبور القرون الوسطى المبكرة في منطقة المدينة السفلى. مباني استيطان من هذا العصر مفقودة حتى الآن.

### التحقيب بالأشجار
أثبتت التحقيبات بالأشجار من قصر الطبقة الأثرية 8 أنه يجب أن يكون قد تم بناؤه بعد عام 2024 ق.م. بإعادة استخدام خشب كان عمره عدة مئات من السنين. هذا القصر القديم (بالتركية. أسكي سراي) دمرته النيران. والقصر الجديد (الطبقة 7) قُطعت أخشابه في عام 1833 ق.م. وبما أنه عُثر على رسالة موجهة إلى الملك فرشاما Waršama ملك كانيش، فالقصر يسمى قصر فرشاما (بالتركية. فارشاما سراي).

### مسماة السنين
من kārum II تأتي عدة قوائم لليمو līmum (قوائم مسماة السنين)، والتي عادة ما تبدأ بالسنة الأولى للملك الآشوري إيريشوم الأول (= 1974ق م.) وتسمي ما مجموعه 129 سنة من أسماء سنوات اليمو. توجد أيضًا قائمة من kārum Ib ، والتي يرجع تاريخ بدايتها إلى السنة الثامنة من نرام سين الآشوري (= 1864 قبل الميلاد). وتحتوي على 142 أسماء سنوات اليمو.
في الوقت الحاضر، هناك نموذجان زمنيان محتملان. الأول يجعل من بداية فترة kárum II بالسنة الأولى لإيريشوم الأول. بعد تدمير المستوطنة والقصر في عام 1835 ق.م، اعيد بناء القصر على الفور، ولكن kārum Ib فقط بعد حوالي 30 سنة. التفسير الأحدث قليلاً يزيح بداية kárum II حتى السنة السابعة لإيكونوم (= 1927 قبل الميلاد). وتقدر الفجوة بين kārum II و kārum Ib بسنتين إلى ثلاث سنوات. استنادًا إلى القائمة الموجودة في kārum Ib ، وهي غير مكتملة وتحتوي على أخطاء بسيطة، يمكن أن تأريخ نهاية kārum Ib بعد عام 1720 ق.م.

### عملات معدنية
في مقابر الفترات الهلنستية والرومانية، كشف عن عملات معدنية تعود تواريخها من عام 323 قبل الميلاد. وتنهي بالعام و 180م وفق هذا يمكن أيضا تحديد الحد الأدنى لدوام الفنرة الكلاسيكية.

## تاريخ

### قصص
على علاقة بكانيش أو نيشا اثنين من الأساطير، لا يمكن استخلاص استنتاجات تاريخية منهما.
في نص عن التاريخ المبكر للحثيين، ما يسمى بنص زالبا Zalpa رمزه (CTH 3)، تروى في المقدمة قصة بموجبها أنجبت ملكة كانيش ثلاثين ابنًا في وقت واحد، وتركتهم - لأن هذا بدا مشينًا - على نهر ماراشانتا Maraššanta (كيزيليرماك) عرضة للخطر. تم جرف النهر الأولاد إلى البحر وكبروا في زالبا . في وقت لاحق، أنجبت الملكة نفسها ثلاثين ابنة، وربتهن بنفسها. جاء الأبناء الكبار إلى كانيش بحثًا عن والدتهم وتزوجوا دون أن يعرفوا من أخواتهن الثلاثين، على الرغم من تحذير الشقيقة الصغرى. بقية الحكاية مفقودة.
صيغة حكاية نارام سين بالحيثية التي وصلت لنا على شكل شظايا فقط تذكر بين الأعداء السبعة عشر الأسطوريين للملك الأكادي نارام-سين (2273-2219 ق.م.). أيضا الملك زيباني Zipani من كانيش.

### العصر البرونزي المبكر
أقدم المباني هي من أوائل العصر البرونزي المبكر الأول. بنيت المنازل متعددة الغرف من الطوب الطيني على أساس حجري. ووضعت القبور داخل المستوطنة، بما في ذلك القبور الدائرية النمطية، والتي تحتوي عادةً على غرفتين.
من العصر البرونزي المبكر الثالث (الطبقة 12) يأتي أقدم بناء رئيسي مكتشف وهو من نمط ميجارون، ربما كان قصرًا أو معبدًا. في قاعته المركزية وجد موقد بأربعة أعمدة. وكشف عن تمائيل (أصنام) مصنوعة من المرمر على الأرض، لها جسم على شكل قرص مزين بأنماط هندسية. للتماثيل رأس أو اثنين أو حتى ثلاثة رؤوس برقاب طويلة. بالنسبة للبعض منها، يتم التلميح لمعبود آخر على الجسم، والذي قد يكون أيضًا متعدد الرؤوس.
تظهر الأصنام الأخرى التي تعود إلى أوائل العصر البرونزي إلهة تجلس على عرش تحمل ثدييها العاريتين بيديها. كان الفخار المطلي مصنوعًا يدويًا ونموذجيًا محليًا في سهل قيصري بأسره، والذي يشبه الفخار في شمال أليشار هيوك .من ناحية أخرى الفخار والأصنام وغيرها من القطع الأثرية تختلف اختلافًا كبيرًا عن الثقافة الشمالية في منطقة كيزيليرماك المركزية، والتي تُنسب إلى الحيثيين . وفي أقدم طبقة كُشف فخار مستورد من سوريا .

### العصر البرونزي الوسيط
في العصر البرونزي الأوسط، تطورت كولتبه إلى أهم موقع مركزي في أعالي كيزيليرماك، والمكان التجاري الأهم في الأناضول. مع إنشاء مركز تجاري آشوري (كاروم) بعد عام 2000 قبل الميلاد، يبدأ العصر التاريخي. إن أكثر من 23000 لوح طيني من الكاروم الثاني تشهد على الحياة التجارية في ذلك الوقت، وكذلك على السياسة والدين والحياة الخاصة للتجار الآشوريين، وفي جزء منها، تذكر السكان المحليين. مكتشفات هذه الفترة ذات أهمية هائلة لدراسة التاريخ الأناضولي والآشوري بين عامي 2000 و 1700 قبل الميلاد. . الغرض من هذا القسم هو مجرد تلخيص التاريخ السياسي، مع مناقشة الجوانب الأخرى بمزيد من التفصيل أدناه.
لابارشا Labarša هو ملك كانيش الوحيد المؤكد، الذي ينتمي إلى فترة الطبقة kārum II . الأشخاص الآخرون الذين يمكن اعتبارهم ملوك كانيش خلال هذه الفترة هم بابالا Papala وكوكو Kuku. حوالي عام 1835 ق م دمُر kārum II والمدينة العليا بالنيران.
من تاريخ الطبقة kārum Ib ، تظهر الصورة التالية من المصادر،  مع أنه لا تزال هناك أمور كثيرة ليست واضحة:
دُمرت كانيش في حوالي عام 1835 ق.م، ربما على يد الملك وخنا Uḫna من زالبا، الذي جلب معبود مدينة كانيش إلى زالبا. طرد ملك خورميلي Ḫurmeli من خارسامنا Ḫarsamna الغزاة ووضع ربي سيميلتيم، خارباتيوا Ḫarpatiwa في كانيش. استولى ينار Inar على الحكم وحاصر مدينة خارسامنا لمدة تسع سنوات، والتي من حينها سبقى مجرد مستوطنة ضئيلة. ورث فرشاما، ابن ينار، الحكم على كانيش، ولكن تم إخضاعه من قبل بيتخانا Pitḫana من كوشارا Kuššara . انيتا، ابن بيتخانا، قام بتحصين المدينة ووسع بنائها. تقرير سيرته الذاتية، ما يسمى نص انيتا (CTH 1)، والذي يرد في نسخة حيثية قديمة من القرن السادس عشر ق.م، وجدت في خاتوشا، تعتبر أقدم شهادة للغة الحيثية. بعد الحملات الناجحة وتدمير خاتوشا، أطلق على نفسه اسم «الملك العظيم»، وهو لقب لم يكن يحمله حتى ذلك الحين إلا ملك الأناضول في بوروشحندا Purušḫanda. إن أنقطاع النصوص في كاروم خاتوشا حوالي 1728 قبل الميلاد، يمكن أن يعزى إلى انيتا. تبع انيتا زوزو Zuzu كملك لكانيش، ويبدو أنه تجاوز ولي العهد بيروفا Peruwa. نظرًا لأنه يُطلق عليه أيضًا اسم ملك الاخزينا Alaḫzina ، فمن المحتمل أنه غزا كانيش وهزم أنيتا أو ابنه. 

### الفترة الحيثية
ضُمت كانيش/ نيشا إلى الإمبراطورية الحثية بعد تدمير المستوطنات التجارية الآشورية، ولكنها صارت مكانًا ليس له أهمية سياسية أو اقتصادية. نصوص العبادة المعروفة بـ «مُنشد كانيش» لها أهمية خاصة. تحت الملك هاتوشيلي الثالث. غزا الكاشكار Kaškäer عبر نهر ماراشانتا Maraššanta (كيزيليرماك) ونهبوا مدينة كانيش. ومع ذلك، لم يتم العثور على بقايا في كولتبه من إمبراطورية الحثيين وهناك فجوة عدة قرون في الموقع الأثري.

### العصر الحديدي
خلال العصر الحديدي، كانت لكولتبه مكانة مهمة في أرض تبال. كانت المدينة على التل مسورة. يمكن رؤية تأثيرات فريجية من خلال الفخار المطلي والمشابك البرونزية . نظرًا لعدم العثور على نقوش لوفية متأخرة في كولتبه، لا يمكن القول أن أيًا من الملوك المعروفين في تابال يمكن أن تكون لهم علاقة بكولتبه. أيضا، نهاية المستوطنة ليست واضحة، ويبدو أن المكان قد دمرته توغلات الكيميريين في الأناضول.

### العصور القديمة
خلال الفترة الهلنستية، كانت أنيسا مدينة مزدهرة (بوليس) بمجلسها الخاص (بول). في نقش من كولتبه (حوالي 150 قبل الميلاد). ذُكرت الاحتفالات بزيوس سوتير وهرقل وذكُر معبد عشتروت، مما يدل على وجود تأثير سوري قوي. في الانتقال إلى العصر الروماني، ربما يكون المكان قد فقد أهميته نتيجة الحروب الميثراداتية.
بُنيت المدينة الكلاسكية بكثافة وجرى تحصينها بسور المدينة، حيث تمت دمج واستحدام تحصينات العصر الحديدي جزئيًا.

## فترة الكاروم

### بناء المستوطنة
تألفت مستوكنة فترة الكاروم من المدينة العليا على التل والمدينة المنخفضة في السهل. في البلدة العليا وقفت القصر الملكي والعديد من المعابد. ومن المفترض كان هناك أيضا بيت الكاروم الآشوري (bīt kārim) فيه الإدارة الآشورية في المدينة العليا. امتدت المدينة السفلى إلى الشرق والغرب من التل على طول حوالي كيلومترين. كان الكاروم ، حيث عاش التجار الآشوريين، في الشمال الشرقي على مساحة حوالي 250 × 300 متر. لم يكن هناك مقبرة لأن الموتى دفنوا داخل البيوت تحت الأرضيات.
تلة المدينة محصنة بجدار يحيط بالمدينة العليا. تقريبا في المنتصف على التل كانت القلعة مع القصر الملكي. والقصر 8 الذي يتزامن مع kārum II يدعى القصر القديم (بالتركية. اسكي سراي)، تم بنائه بعد عام 2024 ق.م، وسقط نتيجة حريق في النار حوالي عام 1835 ق م. والقصر 7 الذي بنبي نحو 1833 ق.م، متزامنًا مع kārum Ib امانت أبعاده نحو 120 × 110 متر وشمل القلعة، كان يتألف من مبنى كبير في الجزء الجنوبي ومجمع بناء في الجزء الشمالي، مكونًا جزئيًا من طابقين على الأقل، ولكن بقايا الطابق الأرضي فقط محفوظة، وكان فيه 42 غرفة، بما في ذلك غرف التخزين والمكاتب الإدارية وأماكن الإقامة. يجب أن تكون الغرف الملكية في الطابق العلوي. ولأنه تم الكشف عن رسالة موجهة إلى الملك فرشاما من الملك انومخيربي Anumḫirbe من مملكة ماما، سُمي هذا القصر بقصر فرشاما (بالتركية. فارشاما سراي).
في جنوب غرب القلعة كان هناك منطقة المعابد فيها أربعة حُرم تنتمي إلى الطبقة 7 ولها نفس المخطط . نظرًا لأنها تتزامن مع المبنى المجاور حيث تم العثور على خنجر اتينا، فيمكن افتراض أنها المعابد المذكورة في نص اتينا. تم كشف مباني سكنية جنوب حي المعابد وشرق القلعة.
كانت المدينة السفلى التي تم فحصها جزئيًا هي الأخرى مسورة. لم يكن الكاروم سوى جزءًا من المدينة، التي اتبع تخطيطها نفس النمط كما هو الحال مع مدن الأناضول الأخرى المتزامنة. وضعت الطرق بشكل أو بآخر على زوايا قائمة. وكانوا قادرين على التوسع شبكة الشوارع والمساحات بينها، حيث اتجهت الشوارع على المحورشرق-غرب نحو تل المدينة، وكانت مرصوفة جزئيا أو تتكون فقط من التربة المدكوكة. تحت رصفة الشوارع سارت مجاري لمياه الصرف الصحي. كانت الطرق واسعة بما يكفي لحركة العربات.
كان البناء كثيفًا ويتألف مجمع المباني من أربعة إلى ثمانية بيوت معظمها مستطيلة من طابقين تتراوح مساحتها بين 40 و 200 متر مربع . عند البناء كانت تبنى غرفتين في الطابق الأرضي. إذا لزم الأمر ومع زيادة الثروة، يمكن تمديد المنزل ، إذا سمحت المساحة بذلك. وبالبناء استخدام الكثير من الخشب.

### السكان
استنادا إلى الأسماء الشخصية المذكورة في نصوص كولتبه يمكن استنتاج التكوين الإثني للسكان. معظم الأسماء من أصل ساميّ اللغة وتشير إلى التجار الآشوريين القدامى الذين استقروا في الأناضول ، مثل: ب. إدين-سن وعائلته. يمكن عزو الأسماء الأناضولية إلى لغات مختلفة ، الجزء الأكبر هو بوضوح من اللغة الحيثية (مثلًا: iaalkiaššu ، Ilališkan ، Išputaḫšu)، جزء أصغر بكثير باللغة اللوفية (مثلًا: Tiwatia, Ruwatia, Wašunani). هذه الأسماء الحيثية واللوفية هي أقدم شهادات اللغة الهندجرمانية .
أسماء كثيرة لا يمكن تعيينها بلغة محددة، فقد تنتمي إلى اللغة الحيثية أو حتى للغة غير معروفة (على سبيل المثال. Pikašnurikizi ، Atamakuni ، Taripiazi). أسماء من اللغة الحورية (على سبيل المثال. B. Ḫarpatiwa، Imrimuša)  تظهر في وقت متأخر نسبيا. وهي نادرة للغاية وحاملوها ينتمون إلى الطبقة العليا.
على الرغم من أن الاسم نفسه لا يقول شيئًا عن النتماء اللاثني للشخص حامله، إلا أنه يمكن الاستنتاج من أسباب إحصائية أن السكان الأصليين في كانيش والمناطق المحيطة بها يتألفون أساسًا من الحثيين. من ناحية أخرى ، من المرجح أن يكون لوفيون استقروا جنوبًا أو غربًا منها ، ومن المفترض أن مملكة بوروشخندا يمكن اعتبارها بوروشخندا يمكنلوفية. عاش الحيثيون في أقصى الشمال ، وكان أحد مراكزهم السياسية والاقتصادية خاتوش. تجدر الإشارة إلى أنه في الأناضول الوسطى ، من المتوقع أن يكون السكان مختلطين بشكل عام.
سمى التجار الآشوريين السكان اأناضولين الأصليين نوفا عوم nuwa'um (تعني شعب لوفا)، التسمية التي تعود على اللوفيين ، والتبادل بين حرفي اللام والنون في اللفظ يرجع إلى الوساطة الحورية. يفسر ذلك كون الحوريين احتكوا مع اللوفين في البداية ، وبعد ذلك تم نقل الاسم إلى جميع سكان الأناضول ، بغض النظر عن اثنيتهم. وتبنى التجار الآشوريون مصطلحات الحوريين الذين كانوا يقيمون في شمال سوريا.

### الزراعة
كان السكان الأصليون يعملون بشكل رئيسي في الزراعة والثروة الحيوانية. بدأت السنة الزراعية بالحرث (إرشوم erāšum) وبذر الحبوب ، وخاصة الشعير، من تشرين الأول/أكتوبر. ثم يتبع حصاد الزيتون (سردوم serdum) من تشرين الثاني/نوفمبر إلى كانون الأول/ديسمبر. كان نضج الحبوب (kubur uṭṭitim) في الصيف (harpū) بعد الانقلاب الصيفي. في نهاية شهر نموز/يوليو ، يبدأ موسم الحصاد (ebūrum) بالقبض على المنجل (ṣibit niggallim) وينتهي في آب/أغسطس مع «بالدرس» (adrum). وأخيرا في أيلول/سبتمبر يتبع قطاف العنب (qitip kerānim). في فصل الربيع (daš'ū) كان أيضًا جزّ الأغنام (buqūnum).

### مستعمرة التجارة الآشورية القديمة
كان الكاروم kārum في البلدة السفلى مركز التجارة الآشورية القديمة في الأناضول. يعيش هناك ما يتراوح بين 500 و 700 شخص ، معظمهم من التجار الآشوريين مع عائلاتهم ، وكذلك تجار من سوريا والأناضول. من الناحية المعمارية ، بالكاد تختلف المستوطنة عن مدن الأناضول الأخرى. العديد من الزيجات بين الآشوريين والسكان المحليينأثبتتها عقود الزواج المكتشفة.

### النساء والأسرة
كان للنساء الآشوريات القدامى دور مهم واعتبرن شريكات على قدم المساوة في العقود. مثلوا رجالهم ، الذين غابوا في كثير من الأحيان لفترة طويلة ، في المسائل التجارية وإدارة المنزل. يمكن أن يكون لديهم ممتلكاتهم الخاصة ، من خلال الميراث أو العمل الحر، وعن طريق إنتاج وبيع المنسوجات. ومع ذلك ، يمكن مقاضاتهن بسبب ديون رجلهن ، إذا أصبحوا هؤلاء معسرين. يمكن أن تظهر النساء كمؤلفات للرسائل وكشهود ، وغالبًا ما يكون لديهن ختم خاص بهن.
في العديد من عقود الزواج ، اشترط الزوج أن يكون له الحق في أخذ زوجة ثانية أو أمة إذا ظل الزواج بلا أطفال بعد عامين أو ثلاثة أعوام. على أي حال ، غالبًا ما كان لدى التجار الذين يعيشون في الأناضول زوجتان ، إحداهما في آشور وواحدة في الأناضول. وعندما عادوا إلى آشور في سن متقدمة ، طلقوا امرأة الأناضول ، وهذا هو السبب وراء معرفة الكثير من أوراق الطلاق في كانيش. في هذه الطلاق تم تحديد التفقة، ولكن لمن كان لها أولاد. كان من الشائع أن تتزوج الأرامل والمطلقات. وهكذا تزوجت الآشورية إشتار لاماسي Ištar-lamassī رجلًا أناضوليًا بعد وفاة زوجها الآشوري.
كان الأطفال مهمين لمواصلة العمل ورعاية والديهم في سن الشيخوخة. فبعد موت الوالدين ، أدى الأبناء طقوس الموت اللازمة. وتنص بعض العقود على أنه في حالة حدوث الإعسار ، سيترك أطفال المدين للدائن كعامل حتى يتم سداد الدين. وفي بعض الأحيان تم بيع أطفالهم كعبيد.

### التجارة
كانت المتاجرة بشكل رئيسي بالمنسوجات الآشورية والبابلية (ṣubātū ša A-kà-dí-e)  وكذلك بالمعادن. بنيت التجارة الآشورية القديمة على صناعة النسيج القوية. كانت المنسوجات غير الآشورية خاضعة للرسوم جمركية عالية أو لم يُسمح بتداولها إلا بشكل مُقيد. يقدر لارسن Larsen أنه تم إحضار حوالي 100000 قطعة من الصوف من آشور إلى كانيش خلال فترة kārum-II. خضع اللازورد (husārum) للاحتكار مدينة آشور وحصل عليه كاروم كانيش بضريبة تم إرسالها مباشرة إلى آشور. كان سعر اللازورد في أشور حوالي نصف سعر الفضة ، في كانيش كان يباع بثلاثة أضعاف سعر الفضة. هذا الحجر الثمين ، مثل القصدير (annukum) المستورد من الأناضول ، ربما جاء من أفغانستان. كان الحديد (amūtum؛ ašium) سلعة مستوردة مطلوبة في الأناضول وله أكثر من ستة أضعاف سعر الفضة. كما تمت المتاجرة بالفضة والذهب.
سيطر الآشوريون أيضا على تجارة النحاس داخل الأناضول (يتواجد في منطقة البحر الأسود وErgani-Maden) والانتيمون (lulā'um) والحبوب والصوف. يشير الطلب الكبير على القصدير والنحاس في الأناضول إلى صناعة برونزية محلية مهمة.
كانت طرق قوافل الحمير تحدها محطات أصغر (wabaratum) ومستوطنات تجارية أكبر (kārum)، وكانت الأخيرة في معظمها في عواصم دويلات المدن الأناضولية. فوق كيزيليرماك وضعت جسور أو عبارات، كان لا بد من دفع ضريبة لاستخدامها. في فصل الشتاء ، كانت الممرات مغلقة أمام بلاد ما بين النهرين وأيضًا طرق التجارة الأخرى، وكانت بعض معابر الأنهار بسبب الطقس الرطب لا يمكن عبورها، خاصة بالنسبة للحيوانات والعربات المثقلة بالحولات.

#### التهريب
لتجنب الرسوم الجمركية والضرائب ، كان التهريب واسع الانتشار ، إذ تراسل التجار فيما بينهم لإخبار زملائهم بالطرق الآمنة أو في أي مكان تكمن الأخطار. غالبًا ما تم ذكر ما يسمى ḫarrān sūqinnim ، «طريق الخطر». من بين جهات أخرى ، أدت هذه الطرق إلى دورخوميد Durḫumid الواقعة في شمال . يحعل لوي Lewy «طريق الخطر» مطابقًا لطريق التجارة الذي يقود من آقتشاداغ عبر درنده، وغورون Gürün وبينارباشي Pınarbaşı إلى كيزيليرماك ويكمل إلى اليشار هيوك Alışar Höyük (Amkuwa) وبوغازكوي،  إلا أن بارياموفيك Barjamovic يموضع الطريق إلى الشرق. اعتادت مدينة تيملكيا Timelkia الشمالية السورية أن تكون مركزًا للتهريب ، حيث تم تهريب البضائع منها إلى منطقة دورخوميد ، الواقعة في أسفل كيزيليرماك، متجاوزة مدينة خوراما Ḫurama، التي كانت تعيش بشكل أساسي على الرسوم الجمركية والضرائب. طرق التهريب هذه لم تكن خاضعة لحق الحماية ؛ ويأخذ الحكام المحليين بضاعة المهرب الذي يلقى عليه القبض. تسبب هذا في ضرر للكروم ، ولهذا السبب عاقبت الإدارة الآشورية كذلك التهريب.

#### الأسعار
يمكن استخلاص أسعار سلع مختلفة من النصوص على سبيل المثال ، تكلف مائة رغيف خبز ⅓ شيقل فضة ، وبشيقلين فضة يمكن شراء خروف أو كيلوغرام من النحاس ، وتكلفة كيلوغرام من القصدير 28 شيقل، وحمار أو عبد 20 شيقل، ونسيج رقاقوتوم raqqutum نحو 30 شيقل من الفضة. بالنسبة إلى الرسوم الجمركية على الجسر في مدينة شالاتوار Šalatuwar ، دفع التجار ميناتين ونصف من النحاس ، بينما كان عليه أن يدفع 3 شيقل من الفضة ومينا من النحاس للمبيت ولإطعام حميره.

### السياسة والإدارة
كانت الأناضول حينها مقسمة إلى أكثر من دزينة دويلات مدينة صغيرة ، قاتلت بعضها البعض ، بحيث كان الوضع السياسي قلقًا وكان من الممكن أن تنهار الاتفقات بسرعة، وبذلك كانت التجارة في كثير من الأحيان تعاني من ضعف شديد. عاش السكان الآشوريون في الكاروم وفقًا للقانون الآشوري وكان لهم إدارتهم الخاصة مع سلطاتهم الخاصة ، لذلك كانوا خارج حدود الإقليم extraterritorial.

#### الأشوري
كان كاروم كانيش تابعًا مباشرة إلى مجلس مدينة آشور (ālum ṣaher rabi) وكان يعلو على الكارومات الأخرى في الأناضول. وكان يمكن له أن يصدر الأوامر والتعليمات، وهو أعلى سلطة قانونية للتجار الآشوريين في الأناضول. كان كاروم كانيش يراقب التجارة الآشورية ويديرها، ويدير الضرائب والرسوم. لم تكن المفاوضات الدبلوماسية بين حكام الأناضول والمستوطنات الآشورية في أراضيهم ممكنة ؛ فالتفاوض على جميع المعاهدات مع ملوك الأناضول كان يحدث مع كاروم كانيش.  وكانت تراعى مصالح العاصمة آشور من قبل نواب كانيش المقيمين (šipirū ša alim). خضعت الكارومات فرادة إلى مجالس أصغر wabartums ، والتي كانت تديرها جمعية محلية (ṣaher rabi).
ضمّن حكام الأناضول للآشوريين حق الاستيطان وتعهدوا بحمايتهم. في حالة الحرب كان عليهم منح التجار ضمان الانسحاب الكيفي من منطقة الأزمة. فهكذا ، تشير الأدلة الأثرية بوضوح إلى أن الكاروم الثاني في كانيش تم إخلاؤهبشكل منظم قبل وقت قصير من تدميره. لم يكن هناك سوى القليل من الأشياء الثمينة التي تم العثور عليها ، والهياكل العظمية غير المدفونة مفقود تمامًا، والأرشيفات مُكدس بعضها بشكل منتظم. قام الحكام بحماية طرق التجارة والتحكم فيها ، وكان لهم بذلك تحصيل الرسوم الجمركية وجباية الضرائب. إذا تعرضت قافلة للهجوم ، كان على الحاكم إعادة المسلوبات، وتعويضها في حالات أخرى.
كان على التجار الآشوريين عند الوصل إلى مدينة الذهاب إلى القصر وكان عليهم الإعلان عن بضائعهم. كان للملك الحق في الحصول على 5 ٪ من المنسوجات (ضريبة nisḫatum) وجزء معين من المعادن كضريبة ، وكان لديه أيضا الحق في يكون هو أو المشترين للحديد واللازورد و 10 ٪ من المنسوجات المتبقية.

#### الأناضولي
كان لكانيش ، مثلها مثل دول مدن الأناضول الأخرى ، ملكًا وملكة ، لكن العلاقة بين الاثنين ليست واضحة جدًا. يمكن للملك والملكة وحدهما إصدار أوامر أو يأمران كزوجين. كان برفقتهم حاشية كبيرة من الموظفين العموميين. فهناك ما مجموعه أكثر من خمسين لقبا في اللغة الآشورية القديمة وصلنا عن سلم الهرم الإداري في الأناضول بعض الألقاب تفصح عن نفسها، ولكن البعض الآخر منها غير واضح المهام. الشخص الأكثر أهمية بعد الملك كان rabi simmiltim «عليّ السلم». وعادة ما كان يذكر اسمه وغالبا مع الملك وربما كان الأمير ولي العهد. ومع ذلك ، تجدر الإشارة إلى أن الوثائق تورد أن فارشوما ابن ينار وخلفه ، ولكن الأخير كان عليّ السلم عنده يدعى شامنومان Šamnuman .
| ملك rubā'um روبا عوم | عليّ السلم rabi simmiltim رابي سيميلتيم |
| -------------------- | -------------------------------------- |
| خوملي Ḫurmeli        | خارباتيفا Ḫarpatiwa                    |
| ينار Inar            | شامنومان Šamnuman                      |
| فارشوما Waršuma      | خالكيشو Ḫalkiaššu                      |
| بيتخانا Pitḫana      | انيتا Anitta                           |
| انيتا Anitta         | بيروفا كاماليا Peruwa Kammaliya        |
| زوزو Zuzu            | إشتار-يبرا Ištar-ibra                  |

من الواضح أن لدى رابي سيكيتيم rabi sikkitim علاقات وثيقة مع القصر وكان لديه قدر كبير من القوة ، لكن وظيفته غير معروفة. يرد ذكر الألخينوم alaḫḫinnum في كثير من الأحيان. ويبدو أن كل مدينة كان لها الألخينوم خاص بها، وهو كذلك كان لديه قوة كبيرة وكثيرًا ما كان ينتهز ذلك، إذ يعتبر مماطل الدفع. كان على الآشوريين في كثير من الأحيان كسب رضاه بالهدايا والعزومات. في حالة واحدة فرض كاروم كانيش مقاطعة ضد أحد الألخينوم لأنه فشل في دفع ديونها المستحقة.
ألقاب أخرى مختارة:
- رابي أدريم rabi adrim «عليّ البيدر»
- رابي بيتيم abi bētim «عليّ لبيت»، مدبر البيت، باللاتيني ماجودوموس Majodomus
- رابي خورشاتيم rabi ḫuršātim «عليّ المستودعات»
- رابي كلباتيم rabi kalbātim «عليّ الكلبات»
- رابي كيرانيم rabi kirānim «عليّ الخمر»
- رابي ماخعريم rabi maḫʾīrm «عليّ السوق»، ناظر السوق
- رابي باشوري rabi paššurī «عليّ الطاولة»، رئيس الضيافة
- رابي بيرديم rabi perdim «عليّ البغال»
- رابي رعيم/ رابي رعي rabi rē'êm / rabi rē'ê «عليّ الرعاة»

- رابي صابيم / رابي صابي rabi ṣābim/rabi ṣābē «عليّ العمال»
- رابي ترجوماني rabi tergumannī «عليّ المترجمبن»

### الدين
كان الدين في كانيش عديد الوجوه. من ناحية، مارس التجار الأشوريون القاطنين في الكاروم ديانتهم الوطنية ، في حين كان للأناضولين عباداتهم الخاصة بهم. بناءً على أسماء الأشخاص الثيوفورية، يمكن أيضًا استخلاص أسماء آلهة حيثية ولوفية وحورية . رغم أنه في بعض الأحيان يمكن التمييز بين الديانات المختلفة ، إلا أنه كانت هناك أيضًا تداخلات وتبني عبادات أجنبية ؛ لذلك كانت الإلهة السورية كوبابا تُعبد من قبل الآشوريين والأناضولين.

#### العبادات الاناضولية
على أساس النصوص المسمارية ، يتضح أنه كان هناك تغيير في الدين الأناضولي بين الطبقة الأثرية kārum II والطبقة الأثرية kārum Ib، على الرغم من أن الكثير عن هذا التغير لا يزال غير واضح. نصوص kārum II تسمي ثلاثة معابد. من بينها، كان معبد انان Annā ونيباس Nipas في كانيش ، بينما كان معبد بل قابليم Bēl qablim («رب المعركة»). على ما يبدو كان في مكان آخر ، ربما في خاناكناك Ḫanaknak. بالإضافة إلى ذلك ، ورد ذكر ثمانية أعياد محلية مختلفة، كتواريخ سداد للديون.
كانت انان الإلة الكبرى المحلية في فترة الطبقة الاثرية kārum II. يُعتقد عمومًا أنها إلهة كان اسمها يعني «الأم» (بالحيثية،anna-, luw. anna/i «أم»)؛ هناك تفسير آخر ممكن للمقطع luw. annā ويعني«حكمة ، خبرة». ومعادلتها مع آلهة إيمار التي تحمل نفس الاسم ، كما يخمن هاس Volkert Haas ،  ممكنة ولكنها ليست إلزامية.  تُستدعى انان في المعاهدات بين الآشوريين والأناضولين مع الإله الآشوري الرئيسي آشور كإلهة يمين. وكان عيدهم بأن يدخل الملك معبدها، الذي كان يحتوي على سيف. في الطبقة الاثرية kārum Ib ، لا يرد ذكر انان إلا مرة واحدة فقط.
كان نيباس ثاني أهم الآلهة المحلية. يمكن أن يعني الاسم «السماء» (بالحيثية Nepiš «سماء»)، ولكن هذا لا يزال مثيرًا للجدل.  كما كان لنيباس معبده الخاص في كانيش وعيده الخاص ، حيث يدخل الملك معبده. في نصوص الطبقة الاثرية kārum Ib لم يعد نيباس مذكورًا ، بالمقابل يظهر جديدًا إله الطقس . من المتصور أن الكتابة المقطعية Ni-pá-as - تشترط أن الاسم يعني «سماء» - قد استعيض عنه بالرمز السوموجرافي d IM؛ ومع ذلك ، فإن ا أسماء الأشخاص الثيوفورية تجعل من المحتمل أن يكون اسم إله الطقس تارخونا Tarḫunna . 
ثالث أهم الإله في الطبقة الثانية كان باركا Parka ، وله عيده الخاص. في الفترة الحثية ، كان يعبد باركا في خاتوشا في معبد آلهة الحبوب خالكي Ḫalki. هذا يمكن أن يشير إلى وظيفة الإله على أنه إله خصب. بما أن باركا مفقود أيضًا في مستندات الطبقة الاثرية kārum Ib، فإنه يستجد أن تسمى إلهة الحبوب نيسابا Nisaba ، وبالتالي فإن هوية الإلهين واضحة ؛ هنا ، أيضًا ، تجعل أسماء الأشخاص الثيوفورية، من المحتمل أن المصود بنيسابا إلهة الحبوب الحيثية خالكي. ومن الملفت للنظر أن إلهة الحبوب الآشورية نيسابا يكتب ايمها دائما بالعلامة dNISABA بينما إلهة الحبوب المحلية دائما يظهر اسمها مقطعيًا Ni-sà-ba
تم الاحتفال بأعياد محلية أخرى في فترة kārum II لمل من توختوخاني Tuḫtuḫani، وإله الحرب بل قابليم، وخاريخاري Ḫariḫari، وللالي Ilali وإلهة الشمس وتو (dUTU). بالإضافة إلى ذلك ، مثبت وجود كهنة محليون لكل من كوبابا وبيروفا Peruwa و خيجيشا Ḫigiša، فأول اثنين موثقين جيدًا في الديانة الحيثية. أخيرًا ، في الأيمان، يُسمى كذلك خومانو Ḫumanu .
البانثيون المحلي في فترة kārum Ib يعطي صورة مختلفة تمامًا. الإله الرئيسي هو الآن إله الطقس (dIM)، إلى جانبه يسمى مرتين إله الطقس الحاكم (dIM ša qaqqadim). وكلاهما موثقان جيدًا في النصوص الحيثية. من كبار الآلهة القديمة تذكر انان مرة واحدة فقط. إضافة جديدة بالمقابل يرد اشكاشيبا Aškašepa (بالحيثية جنيوس البوابة) " وإله النهر (d ÍD). ميزة واحدة لافتة للنظر هي أن الآلهة الأكبر سنا انان ونيباس وباركا وخيجيشا لا تظهر أبدا في الأسماء الشخصية. على النقيض من ذلك ، فإن الأسماء التي تحمل اسم بيروفا ووللالي شائعة جدًا - والاسم بيروفا نفسه كان واحد من أشهر أسماء الرجال المحليين - على الرغم من أن كلا الإلهين يتم ذكرهما مرة واحدة فقط في النصوص.
يشير نص انيتا إلى أنه تم بناء هذا المعبد من أجل تارخونا وخالماشويت Ḫalmašuit و «إلهنا» (بالحيثية šiuš-šummiš)، والذي قد يكون مطابقًا للمعابد التي تم التنقيب عنها في المدينة العليا من الطبقة kārum Ib. وما المقصود بالإله «إلهنا» فذلك لا يمكن تحديده ، وتتراوح المقترحات من إله الشمس  إلى انان.
على أساس أسماء الأشخاص الثيوفورية من كانيش ، إلى جانب بيروفا ووللالي، يمكن التعرف على الآلهة الحثية التالية: إله الطقس تارخونا ، إله الحماية ينار ، إلهة حبوب خالكي وإلهة المصير غولشا Gulša؛ بالإضافة إلى ذلك ، هناك الآلهة اللوفية التالية: إله الطقس تارخونز Tarḫunz ، إله الشمس تيفاز Tiwaz ، إله الحماية رونتيا Runtiya ، إله الحرب شانتا Šanta وإلهة المصير غولزا Gulza . على الرغم من أن هذه الأسماء لا تذكر إلا القليل عن العبادة المحلية في كانيش ، إلا أنها تظهر أن الآلهة المذكورة كانت منتشرة بالفعل في ذلك الوقت ، كما أنها أقدم دليل على الآلهة الهندية الأوروبية.

#### العبادات الآشورية
عبد الآشوريون في كانيش نفس الآلهة كما في آشور. كان الإله الرئيسي آشور وبنفس الاسم يستدعى عادة في اليمين ، وأحيانا جنبا إلى جنب مع الأناضولي انان. بينما أقسم الرجال على خنجر (باتروم patrum) الإله آشور، أقسمت النساء على دف (هوبوم huppum) الإلهة عشتار. يرد في الكتابات عن «بوابة الله» (باب إيليم bāb ilim) في كانيش، ولكن حتى الآن لا توجد اكتشافات أثرية عن مباني العبادة أو المزارات الآشورية . آلهة القسم الآشورية الأخرى هي: أدد، أموروم Amurrum، إيلابرات Ilabrat ونيسابا. حتى الأجداد يمكن أن يُستدعو في الأيمان. كهنة لآشور وعشتار وسوين مُثبتة أيضا، ويضاف كذلك معبد ليشخارا Išḫara. عن التضحيات هناك اثباتات بشكل أساسي على مبالغ مالية وحيوانات نادرة ، وكذلك قرص شمس لأشور وحلي فرج (هابولاكو habulaku) لعشتار.
من بين النصوص الآشورية القديمة من كولتبه توجد أقوال سحرية ضد لاماشتوم Lamaštum ، شيطان الأمراض التي تهدد الأطفال حديثي الولادة. ساعدت تعويذة أخرى ضد «الكلب الأسود» الذي يتربص بالمسافرين الذين كانوا يتحركون بعيدًا عن القافلة ، وآخرى ضد «العين الشريرة» (ēnum lamuttum).  هذه الأقوال السحرية بالكاد تختلف عن تلك الموجودة في بلاد ما بين النهرين ، حيث كان لها تقليد مديدة.

### الثقافة المادية

#### الختم
استخدمت الأختام المسطحة في الأناضول منذ العصر الحجري الحديث. ومع الاتصالات التجارية بالشمال السوري وبلاد ما بين النهرين في القرن 19. قبل الميلاد دخلت أيضا الأختام الاسطوانية إلى الأناضول، والتي تم تكييفها بسرعة إلى نمط محلي. تتكون الأختام الأسطوانية الأناضولية من الهيماتيت، ويبدو أنها كانت تستخدم فقط في كولتبه في الطبقة kārum II . إنها تظهر نمطًا خطيًا ذو موتيفات مختلفة ، غالبًا ما تكون أشخاص أو حيوانات هجينة أو نجوم أو رموز ، وغالبًا ما يتم تجميعها في سيناريوهات. هذه الأشكال مصورة بشكل طبيعي وبالتفصيل. تُصور العيون كبيرة بشكل واضح ، ويتم إظهار أنف وأصابع أو مخالب الحيوانات بشكل واضح. يمكن أن تُظهر الأختام الأسطوانية موتيفات أسطورية ودينية ، بما في ذلك مشاهد الصيد والحرب، بالإضافة إلى المناظر الطبيعية أو أفاريز حيوانية. الأشخاص المصورون والحيوانات يوضعون على سويات مختلفة وليسوا دائمًا بنفس الحجم.
تتكون مواكب الآلهة من العديد من الآلهة المتعاقبة ، والتي تقف عادة على حيوان وتقترب متوسلة من آلهة تجلس على العرش. بناءً على الحيوانات ، يمكن التعرف على الآلهة المختلفة. تقف آلهة الطقس على الثيران وعادةً ما يظهرون أزواجًا. آلهة الحراسة أو الصيد تقف على أيل، آلهة حرب على الأسود. بالإضافة إلى ذلك ، يُضم لهم إله مزدوج الوجه على خنزير. وغالبا ما تُصور الإلهات عارية. يمكن التعرف على بعض الآلهة، من خلال الرموز، على أنها من بلاد ما بين النهرين ، لكن معظمهم يتبعون التمثيلات المحلية القديمة للآلهة ، والتي لها تقليد طويل في الأناضول ثم تعود لاحقًا لظهور في الفن الحثي ؛ لذلك فإن الآلهة الذكور يرتدون غطاء رأس مدبب مزود عادة بالقرون. بالمقابل ترتدي الإلهات قبعات.
يُصور المتضرعون وهم واقفين أو راكعين أمام إله جالس على العرش ، ويحملون غزالًا أو إناء، وأحيانًا يريقون أمام الإله.
غالبًا ما تُظهر مشاهد الحرب إلهًا حربيًا في وسط ساحة معركة بمشاهد قتال وصور للقتلى. تُظهر مشاهد الصيد المتنوعة البشر يصطادون أو أسود تصطاد ، ومن الشائع أن تكون الفريسة أيائل أو غزلان أوثيران أو طيور. الكائنات المختلطة شائعة أيضًا في مشاهد الصيد ، حيث يهيمن الثيران البشرية.
في الطبقة الاثرية kārum Ib تراجع استخدام الأختام الأسطوانية لصالح الأختام المسطحة، والتي يظهر فيها تأثير متزايد ملحوظ لبلاد ما بين النهرين . يستمرتصوير متضرعين، آلهة، كائنات هجينة ، وحيوانات ، ومن المستجدات ظهور مراسم الموت، والشعارات عليها النسر ذو الرأسين، ويلفت النظر أنه قد يكون له رأس طائر ورأس أسد. بالإضافة إلى الثيران البشرية. والأسود البشرية وغيرها من الكائنات المختلطة يمكن أن تصورغرفينات وسفنكسات أيضا . الأسلوب يقترب بالفعل من الأسلوب الحيثي القديم.

## مُغني كانيش
خلال الفترة الحيثية ، غالباً ما تشير النصوص الشعائرية إلى «مغني (أو مغنية) كانيش / نيشا» الذي غنى بالحثية، مما يعني أن الآلهة الذين يٌتعبدون بهذا الغناء من أصل حثي. في العصور الحثية القديمة والوسطى، كان الإله الحامي ينارا Innara والثالوث أشكاشيبا Aškašepa، «الملكة» وخاشوشارا Ḫaššuššara وبيرفا Pirwa هم من يُغنى لها. في زمن العصر الحثي الحديث ، ظهرت مجموعة أكبر من الآلهة ، والتي يطلق عليها البحث «الحلقة الكانيشية»، إذ يضاف للآلهة المذكورة الآلهة السبعة الأخرى (dVII.VII.BI)، إلهة الحدائق Maliya وبعض الآلهة الثانوية ، مثل شيفات Šiwat«اليوم الميمون»،جنيوس بلاط خاتوشاأو الحداد الإلهي خاشاميلي Ḫašammeli . كذلك تُعد الإلهة كامروشيبا Kamrušepaإلى الحلقة الكانيشية. من بين هذه الآلهة ، يعد بيرفا واشكاشيبا من آلهة فترة كاروم.

## متفرقات
يحتوي نص بوخانو Puḫanu الحيثي القديم من في فترة خاتوشيلي الأول Ḫattušili I على أغنية تبدأ بالمقطع التالي:
''Nésas wáspes, Nésas wáspes'' // ''tiya-mmu tiya''
ثياب من نيشا. ثياب من نيشا.. ضعها لي، ضعها

## أدبيات الموضوع
- Nimet Özgüç: أختام وانطباعات من المستوى Ib من Karum-Kanish. أنقرة 1968.
- م. لارسن: المدينة الآشورية القديمة ومستعمراتها. كوبنهاجن 1976.
- أمين بيلجي): أنقرة Kültepe tabletleri. (لوحات Ankaran Kültepe)، Türk Tarih Kurumu Yayinlarindan ، أنقرة 1990.
- أمين بيلجي ، كارل هيكر (ترجمة.): نصوص عنقران كولتبي ، نصوص حملة التنقيب 1970. فرايبورغ دراسات الشرق الأدنى القديم ، ملاحق: النصوص والتحقيقات الآشورية القديمة 3، شتاينر ، شتوتغارت 1995.
- Cécile Michel: أقراص paléo-assyriennes de Kültepe. بوكارد ، باريس 1997.
- جيل شتاين: الاقتصاد السياسي لمواجهات بلاد ما بين النهرين. في جيل شتاين): آثار اللقاءات الاستعمارية: وجهات نظر مقارنة. ندوة متقدمة من كلية البحوث الأمريكية ، سانتا في ، مطبعة البحوث الأمريكية ، 2005.
- كلاس ر. فينهوف ، يسبر عيد: بلاد ما بين النهرين. العصر الآشوري القديم. Orbis Biblicus et Orientalis 160/5؛ فريبورج 2008. ISBN 978-3-7278-1623-9 .
- ما وراء بابل. الفن والتجارة والدبلوماسية في الألفية الثانية قبل الميلاد متحف متروبوليتان ، نيويورك 2008، ردمك 978-1-58839-295-4 ، ص 70-81.
- فكري كولاكوغلو ، Selmin Kangal (ed.): مقدمة الأناضول Kultepe Kanesh Karum. الآشوريين في إسطنبول. سيسيل أوفست ، إسطنبول ؛ بلدية قيصري متروبوليتان ، قيصري 2010. ISBN 978-975-8046-79-9 (كتالوج معرض إسطنبول ، Irenenkirche 2010-11).
- Mogens Trolls Larsen: الكانش القديمة. مستعمرة تجارية في العصر البرونزي الأناضول . مطبعة جامعة كامبريدج ، نيويورك 2015، ردمك 978-1-10711-956-7 .

## دليل المواقع
- النصوص المسمارية من كولتيبي في جامعة جيسن مع النسخ والترجمة
- OATP قاعدة بيانات الآشورية القديمة